# منتخب أذربيجان لهوكي الحقل للرجال
منتخب أذربيجان لهوكي الحقل للرجال هو ممثل أذربيجان الرسمي في المنافسات الدولية في هوكي الحقل
.